# Protaplonyx sarcobati
Protaplonyx sarcobati är en tvåvingeart som först beskrevs av Ephraim Porter Felt 1914.  Protaplonyx sarcobati ingår i släktet Protaplonyx och familjen gallmyggor.
Artens utbredningsområde är Colorado. Inga underarter finns listade i Catalogue of Life.